# レニングラード・カウボーイズ
レニングラード・カウボーイズ（Leningrad Cowboys）は、フィンランド・ヘルシンキ出身のロックバンドである。独特の出で立ちや音楽性でカルト的な人気を持つ。

## 特徴
メンバーは、極端なリーゼントの髪型（約25cm）、同じく極端に先の尖ったブーツを履き、旧ソ連の軍服を模した衣装にサングラス姿というスタイルがトレードマーク。バンド名からも分かる通り、ウォッカ・カチューシャ・コサックなどのロシアの風物を好んで曲のモチーフにしている。このためロシア出身のバンドという誤解を受けることもある。
バンドの音楽性はポルカなどロシアの民族音楽や、プログレッシブ・ロックにも影響を受けているが、ギター・ベース・ドラムなど一般的なロックバンドの構成に加え、数名のブラスセクションを置いているため、賑やかでユーモラスな曲調である。また、この編成のため10人前後のメンバーを抱える大所帯バンドとなっている。
オリジナル曲の他、欧米のバンド（ビートルズ、ローリング・ストーンズ、レッド・ツェッペリンなど）のヒット曲・スタンダード曲をカバーすることも多い。

## 経歴
このバンドが広く知られるようになったのは、1989年のフィンランド映画『レニングラード・カウボーイズ・ゴー・アメリカ』（アキ・カウリスマキ監督）によってである。ただし、「レニングラード・カウボーイズ」というバンドは、当初はカウリスマキ監督の創作に過ぎなかった。それまで「スリーピー・スリーパーズ」(Sleepy Sleepers) という名前で活動していたバンドが「レニングラード・カウボーイズ」という“架空”のバンド役で映画に出演することになったが、結果的に「レニングラード・カウボーイズ」は映画のおかげで話題となり、バンドは映画の枠を超えて活動を続けることになった。
1993年、旧ソ連の「ロシア軍歌と踊りのアンサンブル」（Ансамбль песни и пляски Российской армии, いわゆる「アレクサンドロフ・アンサンブル」「赤軍合唱団」）総勢170名とのジョイントコンサート「トータル・バラライカ・ショー」をヘルシンキで開催し、7万人の観客を集めた。この時の模様は、カウリスマキ監督により同名のドキュメンタリー映画にもなっている。さらに翌1994年、アレクサンドロフ・アンサンブルのメンバー70名を引き連れ、ニューヨークでMTVビデオ・ミュージック・アワードに出演。同年にはベルリンでもアレクサンドロフ・アンサンブルとのジョイントコンサートを行い、6万人を動員した。
1994年には『レニングラード・カウボーイズ・ゴー・アメリカ』の続編となる映画『レニングラード・カウボーイズ、モーゼに会う』に出演。その後2003年には、「グローバル・バラライカ・ショー」と題したコンサートを開き、アレクサンドロフ・アンサンブルの他にアメリカ・キューバ・セネガルなど海外からのアーティスト120名とともにステージに立った。
2009年現在も精力的に演奏活動を展開している。

## その他
バンドが主演する劇映画2作を撮ったアキ・カウリスマキ監督との縁は深く、「These Boots」「Thru the Wire」などの曲で、プロモビデオをカウリスマキが演出している。また、俳優業にも進出した元メンバーのサカリ・クオスマネンは、その後数々のカウリスマキ作品に出演した。
先述の通り大編成のバンドであり、現在は11名のメンバーと2名の「レニングラード・レディース」（コーラス担当）が在籍する。メンバーの脱退などで数度の入れ替わりがあり、活動開始当時からのメンバーは数人しか残っていない。
日本にもテレビ出演などで数度訪れており、缶チューハイの CM に出演して日本語で歌ったこともある。日本テレビ系バラエティ番組『進め!電波少年』の企画にて、松村邦洋がメンバーのリーゼントヘアを鋏で切り取る企画を断行。失敗に終わる。
バンド名の由来ともなったロシアの都市・レニングラードがサンクトペテルブルクと改称された際、その名も「Leningrad」という曲で「俺たちのレニングラードを返せ！」と歌った。
「ジンギスカン」をカバーした際には、もともとドイツのジンギスカンの楽曲にもかかわらず、なぜか日本語で歌っている。

## ディスコグラフィ

### スタジオ・アルバム
- 1917–1987 (1988年)
- Leningrad Cowboys Go America (1989年) ※映画『レニングラード・カウボーイズ・ゴー・アメリカ』のサウンドトラック
- 『俺たちゃブルックリン生まれ!?』 - We Cum From Brooklyn (1992年)
- 『ハッピー・トゥギャザー』 - Happy Together (1994年) ※カバーアルバム
- 『レニングラード・カウボーイズ宇宙へ行く』 - Go Space (1996年)
- 『モンゴリアン・バーベキュー』 - Mongolian Barbeque (1997年)
- Terzo Mondo (2000年)
- Zombies Paradise (2006年) ※カバーアルバム
- Buena Vodka Social Club (2011年)
- Merry Christmas (2013年)

### ライブ・アルバム
- Live in Prowinzz (1992年)
- 『トータル・バラライカ・ショウ』 - Total Balalaika Show - Helsinki Concert (1993年)
- Nokia Balalaika Show (1995年) ※プロモ盤のみ
- Global Balalaika Show (2003年)

### コンピレーション・アルバム
- Thank You Very Many - Greatest Hits & Rarities (1999年)
- Leningrad Cowboys Go Wild (2000年)
- Those Were the Days - The Best Of Leningrad Cowboys (2009年)
- Those Were the Hits (2014年)

## フィルモグラフィ
注記のないものはすべてアキ・カウリスマキ監督。
- 『レニングラード・カウボーイズ・ゴー・アメリカ』 - Leningrad Cowboys Go America (1989年)
- 『トータル・バラライカ・ショー』 - Total Balalaika Show (1993年) ※ドキュメンタリー映画
- 『レニングラード・カウボーイズ、モーゼに会う』 - Leningrad Cowboys Meet Moses (1994年) ※『レニングラード・カウボーイズ・ゴー・アメリカ』の続編
- 『GO!GO!L.A.』 - L.A. Without a Map (1999年) ※ミカ・カウリスマキ監督